# گغام غاریبجانیان
گغام غاریبجانیان (ارمنی: Գեղամ Տիրանի Ղարիբջանյան؛ زادهٔ ۲ اکتبر ۱۹۵۱) سیاست‌مدار و دیپلمات اهل ارمنستان است. وی نماینده دوره اول مجلس ملی جمهوری ارمنستان بوده‌است.

## سمت‌ها
- سفیر ارمنستان در ایران (۱۹۹۹–۲۰۰۴)
- سفیر ارمنستان در امارات متحده عربی (۲۰۱۲–۲۰۱۸)
- سفیر ارمنستان در قطر (۲۰۰۳-)
- نماینده دوره اول مجلس ملی جمهوری ارمنستان